# Matthäus Müller (Kunsttischler)
Matthäus Müller (* 1679 in Basel; † nach 1756) war ein Schweizer Tischler.

## Leben
Matthäus (auch Matthias) Müller betrieb in Basel eine Schreinerwerkstatt und war Mitglied der Spinnwetternzunft. 1736 bis 1747 war er Botmeister (Vorsteher) des Ehrenhandwerks der Schreiner. Von ihm stammt das 1710 datierte Buffet der Gartnernzunft (heute im Historischen Museum Basel). Er schuf auch das Täfer in der grossen Zunftstube derselben Zunft, das sich aber nicht erhalten hat.